# Rita Famos
Rita Famos (* 11. Januar 1966 in Zweisimmen) ist eine Schweizer Theologin. Sie wurde am 2. November 2020 zur Präsidentin der Evangelisch-reformierten Kirche Schweiz gewählt und ist die erste Frau in dieser Position. Am 31. August 2024 wählte die Gemeinschaft Evangelischer Kirchen in Europa (GEKE) Famos auf ihrer Vollversammlung in Sibiu zur neuen Präsidentin.

## Leben und Karriere
Rita Famos studierte Theologie in Bern, Halle (DDR) und Richmond (USA). Nach ihrer Ordination arbeitete sie als Gemeindepfarrerin in Uster und Zürich-Enge. Von 2009 bis 2011 war sie Sprecherin des Worts zum Sonntag beim Schweizer Radio und Fernsehen (SRF). Seit 2013 ist sie Abteilungsleiterin Spezialseelsorge der Evangelisch-reformierten Landeskirche des Kantons Zürich.
Famos folgte als Präsidentin der Schweizer Reformierten auf Gottfried Locher. Er war nach einer Beschwerde wegen Machtmissbrauch sowie «psychischer und sexueller Grenzverletzungen» im Mai 2020 zurückgetreten. Im Juni 2022 wurde sie an der Synode in Sitten als Präsidentin der Evangelisch-reformierten Kirche Schweiz wiedergewählt. Die bevorstehende Amtszeit dauert von 2023 bis 2026.
Rita Famos soll nach den Turbulenzen um Gottfried Locher als Hoffnungsträgerin die Evangelisch-reformierte Kirche aus der Krise führen. In Interviews betonte sie, dass sie eine «partizipative Führungskultur etablieren» und darauf hinarbeiten wolle, dass sich die reformierte Kirche gemeinsam bewege.
Sie ist Präsidentin des Vereins Paarberatung und Mediation im Kanton Zürich und Mitglied der Programmleitung Aus- und Weiterbildung Seelsorge.
Famos ist verheiratet mit dem Theologen und Juristen Cla Famos und hat zwei erwachsene Kinder.

## Publikationen
- mit Markus Koeferli: Reformierte und katholische Seelsorge als Türöffner für Muslime, in: Schweizerisches Zentrum für Islam und Gesellschaft, SZIG Papers 8.
- Herausforderungen der Spezialseelsorge am Beispiel der Gefängnisseelsorge, in: Schweizerisches Jahrbuch für Kirchenrecht (Referat anlässlich der Jahrestagung der Schweizerischen Vereinigung Evangelisches Kirchenrecht im Januar 2018)